# 天涯歌女
「天涯歌女」（てんがいかじょ、ティエン ヤー ゴーァ ヌゥィ、拼音: Tiānyá gēnǚ）は、中国の楽曲。1937年に周璇が歌唱した。

## 初出
「天涯歌」とも呼ばれ、中国標準語（普通話）による内容である。日本語対訳は「遥か彼方の歌姫」であり、英題は “The Wandering Songstress” との翻訳表記が一般に知られている。
出典は『街角の天使（原題: 馬路天使）』）という映画である。映画は1937年に上映された作品で、作詞は田漢、作曲は賀緑汀が、映画では “小紅” 役の周璇が歌唱した。映画では二回唄われ、あるシーンでは “小紅” と “小陳” が分かれて、建物で窓越しに小陳が二胡を弾き、小紅が唄っている。もう一つのシーンでは、小紅が酒楼で小陳に向かって大声で唄い上げ、2番まで唄うと小陳がテーブルを叩いて去っていく。
周璇はこの曲が切掛けで一躍有名になり、最も人気のある女性歌手となり、“金の喉” という美称も与えられることとなった。
本作は非常に多くの歌手にカバーされ、本作を唄うスターたちも少なくなかった。
また本作以外にも、『街角の天使』映画中の「四季歌」も同様に人気を博した。

## 出所
本作は当初「天涯歌」と呼ばれ、『街角の天使』内でもそのように呼ばれていた。しかし、その後その他の映画の影響のためか「天涯歌女」と呼ばれるようになった。
当初の曲は改編作で、映画の脚本兼監督の袁牧之が探し出したものであった。原曲は当時の中国の歌姫たちが好んで唄っていた「知心客」で、張仰求が制作したものだった。袁牧之は田漢と賀緑汀の両名を見つけ出し、彼らに詞曲を変更させたのである。しかし「知心客」自体も他の曲へと改められ、馬如風の『馬頭調』となったのである。

## 備考
JASRACに於いては2018年現在、外国作品／出典：PJ (サブ出版者作品届)   ／作品コード 0E6-1835-5 TIAN YA GE NU として登録。計3名の歌手が「アーティスト」とされており、鄧麗君らが登録されているが、オリジナルの周璇は登録されていない。
出版者は、EMI MUSIC PUBLISHING HONG KONG。日本でのサブ出版はイーエムアイ音楽出版株式会社 ソニー事業部である。